# گاه‌شماری اوستایی کهن
گاهشماری اوستایی کهن آثار این گاه‌شماری در اوستا دیده می‌شود و مبنی بر سالی است که به شش فصل غیرمتساوی یعنی ۴۵ روزه و ۶۰ روزه و ۷۵ روزه و ۳۰ روزه و ۸۰ روزه و باز ۷۵ روزه که جمعاً ۳۶۵ روز می‌شود، تقسیم می‌شده‌است و آن فصول را به اصطلاح متداول گاه می‌خواندند و پنج روز آخر هر یک از این فصول را عیدی به اسم گاهنبار می‌گرفتند. این شش گاه عبارتند از:
1. میدیوزَرِیم Maidh-yo-zarem: از نوروز تا روز چهل و پنجم سال یعنی ۱۵ اردیبهشت زرتشتی.
2. میدیوشـِیم Maidh-yo-shema: به مدت ۶۰ روز می‌باشد
3. پَـیته‌شَـهیم Paiti-shahem: به مدت ۷۵ روز می‌باشد
4. اَیاسرِم Aya-threm: به مدت ۳۰ روز
5. میدیارِم Maidh-ya-rem: به مدت ۸۰ روز
6. هَـمَـسپَـتمَـدٌم Hamas-path-maedem: به مدت ۷۵ روز

به سبب اهمیت این اعیاد دینی، مواقع آنها در سال به دقت تمام در مواضع نجومی آنها نگاهداشته می‌شد. گمان می‌رود که سال و ماه اوستایی قدیم در همان ناحیه‌ای که اوستا و مخصوصاً قسمت قدیم آن گات‌ها سروده شده و محل ظهور زرتشت به ظن قوی در مشرق ایران در خوارزم بوده‌است، در زمان خود زرتشت یا حتی قبل از آن مستعمل بوده‌است. پس از این تقویم سال گاه‌شماری اوستایی نو در بین ایرانیان اتخاذ و رایج شد. گاه‌شماری اوستایی بی‌گمان از دورترین ایام، با گاه‌شماری و تقویم اقوام هندواروپایی و هندوایرانی روابطی داشته‌است. اما پس از انتشار آریاها در سرزمین‌های مختلف با شرایط اقلیمی و طبیعی متفاوت این هماهنگی برحسب و توافق شرایط جدید دگرگونی یافت. چون آریاهای هندوایرانی مدت‌های درازی باهم بودند، همسانی و همانندی در گاه‌شماری آنها نیز به چشم می‌خورد. بخصوص بین گاه‌شماری اوستایی قدیم و گاه‌شماری هندی موارد مشابه بسیاری دیده‌می‌شود.